# TMED2
TMED2 (англ. Transmembrane p24 trafficking protein 2) – білок, який кодується однойменним геном, розташованим у людей на короткому плечі 12-ї хромосоми. Довжина поліпептидного ланцюга білка становить 201 амінокислот, а молекулярна маса — 22 761.
| 10         |  | 20         |  | 30         |  | 40         |  | 50         |
| ---------- |  | ---------- |  | ---------- |  | ---------- |  | ---------- |
| MVTLAELLVL |  | LAALLATVSG |  | YFVSIDAHAE |  | ECFFERVTSG |  | TKMGLIFEVA |
| EGGFLDIDVE |  | ITGPDNKGIY |  | KGDRESSGKY |  | TFAAHMDGTY |  | KFCFSNRMST |
| MTPKIVMFTI |  | DIGEAPKGQD |  | METEAHQNKL |  | EEMINELAVA |  | MTAVKHEQEY |
| MEVRERIHRA |  | INDNTNSRVV |  | LWSFFEALVL |  | VAMTLGQIYY |  | LKRFFEVRRV |
| V          |  |            |  |            |  |            |  |            |

A: Аланін

C: Цистеїн

D: Аспарагінова кислота

E: Глутамінова кислота

F: Фенілаланін

G: Гліцин

H: Гістидин

I: Ізолейцин

K: Лізин

L: Лейцин

M: Метіонін

N: Аспарагін

P: Пролін

Q: Глутамін

R: Аргінін

S: Серин

T: Треонін

V: Валін

W: Триптофан

Задіяний у таких біологічних процесах, як транспорт, транспорт білків, транспорт між ендоплазматичним ретикулумом і апаратом Гольджі. 
Локалізований у мембрані, ендоплазматичному ретикулумі, цитоплазматичних везикулах, апараті гольджі.